# فاتح (بندقية هجومية)
بندقية فاتح: هي بندقية هجومية إيرانية الصنع. تَستَخدِم طلقات عيار 5.56 ملم. تأتي بنموذجين، حيث كان أول ظهور للنموذج الأول سنة 2014م، وهو النموذج الذي تم الكشف عنه من قِبَل مؤسسة الأبحاث وجهاد الاكتفاء الذاتي للقوة البرية للحرس الثوري الإيراني. اما النموذج الثاني فقد تم الإعلان عنه سنة 2018م. تتمتع بندقية فاتح بوجود ركيزة على هيكل البندقية لتزويدها بأنواع من المناظير المختلفة ومجموعة ميكانيكية جديدة للتسديد البصري. ان المعدل النظري لإطلاق النار لهذه البندقية يصل إلى 600 طلقة في الدقيقة بينما يصل المدى المؤثر للطلقات إلى 500 متراً. يُذكَر ان صناعة سلاح البندقية، وكذلك بنادق القنص في الجمهورية الإسلامية في إيران بلغت مراحل متطورة جداً في التصميم والإنتاج خلال السنوات الأخيرة، حيث تم تسليم طرازات متنوعة من هذه البنادق إلى مختلف صنوف القوات المسلحة الإيرانية. وفي هذا الصدد يمكن الإشارة إلى قنّاصات (صیاد وباهر وشاهر وتك تاب وآرش وبندقية فاتح) التي تم إنتاجها خلال السنوات الأخيرة وهي الآن قيد الخدمة.

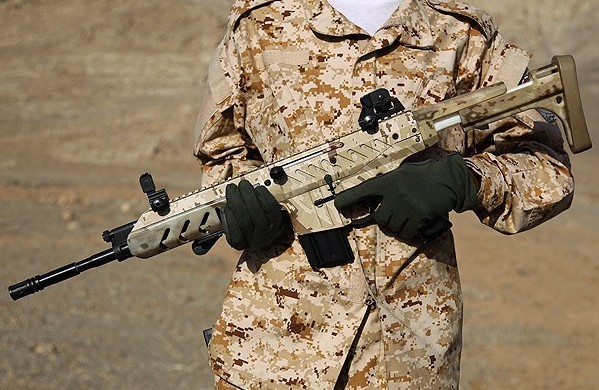
بندقية فاتح إيرانية الصنع والتي تأتي بنموذجين

## نبذة مختصرة
نظراً لأهمية حماية وتطوير ودعم القوات البرية، وكذلك الحروب بالنيابة، ركزت قوات الحرس الثوري الإيراني، جانباً من نشاطاتها على موضوع تصميم وإنتاج الأسلحة والمنظومات العسكرية المتطورة بصورة خاصة، وكشفت قوات الحرس الثوري في هذا المجال على العديد من النماذج والمبادرات والبرامج التابعة لهذه القوة العسكرية. ان التصميم المتناسق وبالإستفادة من طلقات عيار 5.56 ملم، حوَّل بندقية فاتح إلى سلاح خفيف جداً ومريح للقوات البرية الإيرانية. وبعد عدة أشهر من التكتم، أُعلِنَ عن إزاحة الستار عن نموذج جديد من هذا السلاح، والذي كشف عن حدوث تطور مهم وتحديث ملحوظ، في هذا السلاح. ان النموذج الأول لسلاح فاتح الهجومي والذي كُشف عنه، يشير إلى وجود بعض أوجه التشابه مع سلاح (ACR) الهجومي. من ناحية أخرى، ونظراً لإستخدام مواد جديدة في تصنيع الإنجازات الدفاعية في جمهورية إيران في السنوات الماضية، يُحتمَل الإستفادة من مواد خفيفة ومتطورة مثل البولميرات والبلاستيك والألمنيوم في تصنيع هيكل بندقية «فاتح». ونتيجةً لذلك فإنه يساعد على تقليل وزن البندقية ويضمن بقائها لفترة أطول في نفس الوقت.
وعلى سبيل المثال، كشفت القوة البرية للحرس الثوري عام 2014م، ولأول مرة عن عن سلاح فاتح الهجومي. ان الإختلاف الظاهري لهذه البندقية عن بقية الأسلحة الأخرى في البلاد الموجودة في ذلك الحين، تشير إلى وجود خطوات واسعة لرفع مستوى قدرات القوات البرية في البلاد. ان دراسة الصور المنتشرة لهذا السلاح، يشير إلى وجود «ركيزة» على هيكل البندقية لتزويدها بأنواع من المناظير المختلفة ومجموعة ميكانيكية جديدة للتسديد البصري. ومن النقاط الأخرى المهمة في سلاح فاتح، هي الإستفادة من طلقات عيار 5.56 ملم. والتي لم تُستَخدَم في جمهورية إيران من قبل ذلك. وعادةً ما تنطلق طلقات هذا العيار بسرعة تفوق 900 متر في الثانية، ووفقاً إلى نوع تصميمها، فإنها تسبب تدميراً هائلاً عند إصابتها لجسم الإنسان. ان طلقات ذات عيار 5.56 ملم لها القدرة عند إصابتها جسم الإنسان على اختراق مايصل إلى 51 سم من الجسم، بالإضافة إلى إمتلاكها شظايا قاتلة. ان إلقاء نظرة على تجربة الاشتباكات التي جرت في الأعوام الأخيرة في مدينة كردستان أو في مناطق من محافظة سيستان وبلوجستان، تؤكد قوة هذه البندقية ذو عيار 5.56 ملم من ناحية قوتها وفاعليتها المؤثرة وقدرتها الرادعة ومداها المناسب. ووفقاً لهذه المميزات يمكن طرح هذا السلاح كأحدث سلاح إيراني فردي مؤثر والذي يحمل مجموعة مناسبة مهمة من الخصائص الفريدة، ليكون سلاحاً هجومياً جيداً في القرن الحادي والعشرين، ونظراً لاستمرار جهود المهنيين المتخصصين في القوات البرية لحرس الثورة الإسلامية في هذا المجال لتحسين أدائها، يمكن ان يصبح «فاتح» سلاحاً إيرانياً مناسباً للتصدي ومقاومة وافشال التهديدات العدائية.

آرش، بندقية قنص إيرانية الصنع والتي سبقت بندقية فاتح

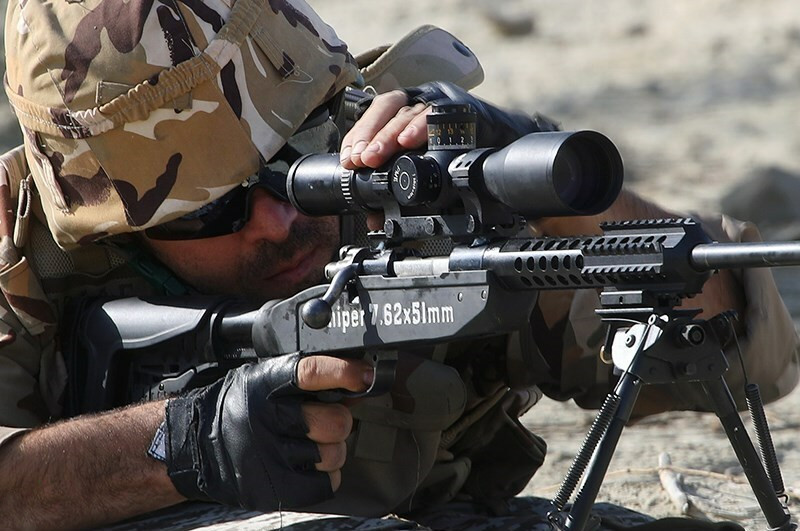
أحد الجنود ينظر من خلال الناظور الخاص بقناص طاهر في مناورات محمد رسول الله 4، والتي تم الكشف عنها سنة 2016م، أي بعد سنتين من بندقية فاتح

## المواصفات
تتمتع بندقية فاتح إيرانية الصنع بعدة مواصفات يجعلها ذات أهمية كبيرة. وقد أورد موقع (ميليتري توداي) الأمريكي مواصفات بندقية فاتح الإيرانية، مشيراً إلى أنها بندقية هجومية تَستَخدِم طلقات عيار (5.56*45 مم)، وكان أول ظهور لها عام 2014م. ولفت الموقع إلى أن وزن البندقية الإيرانية فارغة هو 3.4 كغم، وطولها يبلغ 69.9 سم، ويمكن أن يزيد إلى 94 سم. بينما يصل طول الماسورة (السبطانة) إلى 40.6 سم. وتصل سرعة الطلقة عند فوهة البندقية إلى 850 متراً / الثانية، ويصل المعدل النظري لإطلاق النار إلى 600 طلقة في الدقيقة، بينما يتراوح معدل الإطلاق الفعلي بين 40 إلى 100 طلقة في الدقيقة. وتصل سعة مخزن البندقية إلى 30 طلقة، ويصل المدى المؤثر للطلقات إلى 500 متراً.

## الإختبار
بتأريخ الأحد 2014/9/28 اختبرت القوة البرية للجيش الإيراني ثلاث منظومات قتالية بحضور قائد سلاح البر التابع للحرس الثوري العميد محمد باكبور، والتي قام بتصنيعها قسم الإكتفاء الذاتي للقوة البرية. ومن هذه المنظومات مدفع رشاش عاصفة بثلاث ماسورات دوارة، وهو قادر على إطلاق النار بسرعة 900 إطلاقة بالدقيقة، عيار 23 ملم، ويُستَخدَم ضد صواريخ كروز والأجسام الطائرة على إرتفاع منخفض. والسلاح الآخر، الذي تم اختباره لغم رميت، ذو القدرة التفجيرية العالية والقابل للتفجير بالتحكم عن بعد، وهو قادر على تدمير رتل مدرعات على مسافة تتراوح بين 100 و150 متراً. والسلاح الثالث هو (بندقية قناص فاتح) عيار 5.56 ملم.

## نماذج أخرى
في الواقع، لقد تم إجراء بعض التغييرات الطفيفة على النموذج القديم، من أجل تحسين الأداء الكلي للنموذج الجديد من بندقية فاتح، بحيث ان آلية عمل وعيار الطلقات في النموذج الجديد جذب استحسان وقبول القادة العسكريين المهنيين في جمهورية إيران. ان عرض فيلم وثائقي عن النموذج الجديد لهذه البندقية على شاشة التلفزيون الإيراني، يشير إلى وجود بعض التغييرات في التصاميم الجديدة لهذه البندقية مقارنةً بالنموذج السابق. ان واحدة من هذه التغييرات في هذا السلاح، هو تغيير مقبض/ أخمص البندقية مقارنةً بنموذج فاتح السابق. النقطة المثيرة للإهتمام أيضاً هو وجود تشابه بين مقبض هذه البندقية مع النماذج المستخدمة في سلاح HK416 الألماني المتطور الشهير. الموضوع الآخر في هذا المجال، هو تغيير مخزن السلاح. ان مخزن البندقية في النموذج القديم يسع لـ 20 طلقة اما النموذج الجديد لبندقية «فاتح» له إمكانية تركيب مخزن سعة 30 طلقة والذي عادةً ما تُستَخدَم في أسلحة مثل M-16، M-4 و HK-416 والتي تركب في أعلى السلاح. ان تغيير مخزن البندقية من شأنه ان يزيد من عدد طلقات هذا السلاح بـ 10 طلقات إضافية ويؤدي بالتالي إلى زيادة فترة إطلاق النار دون الحاجة إلى تغيير مخزن البندقية.
▪ النموذج الأول: هو النموذج الرئيسي والأول لبندقية فاتح إيرانية الصنع. والذي تم الإعلان عنه سنة 2014م. وتبلغ سعة مخزن بندقية فاتح في النموذج السابق على 20 طلقة.
▪ النموذج الثاني: في سنة 2018م. أعلنت جمهورية إيران عن النموذج الثاني من بندقية فاتح. وهو النموذج الأكثر تطوراً من سابقه. حيث تم تزويد النموذج الجديد من هذه البندقية بمخزن يسع لـ 30 طلقة، والذي من شأنه ان يؤدي إلى زيادة عدد الطلقات التي تحملها البندقية بعشرة طلقات أخرى، مقارنةً بالنموذج السابق لهذه البندقية. تَستَخدِم بندقية فاتح في النموذج الجديد طلقات عيار 5.56 ملم. وهنا يجب تسليط الضوء على نقطة مهمة وهي، ان الإستفادة من هذا العيار يساعد على تقليل قوة ارتداد السلاح وزيادة دقة الإصابة. ويمكن للرامي في هذه الظروف، من تعزيز إصابته للهدف، وإمكانية استهداف النقاط الحساسة من جسم مشاة العدو. وبالتالي حدوث الموت السريع للهدف. ان إنخفاض وزن هذه المعدات تُعتبَر نقطة إيجابية تساعد المقاتل على حمل حجم أكثر من هذه الذخيرة، بالتالي يحتاج إلى دعم أقل، ويمكنه إطلاق النار لفترة أطول من دون حاجته إلى دعم أو مشاركة من القوات الخلفية.

## معرض الصور

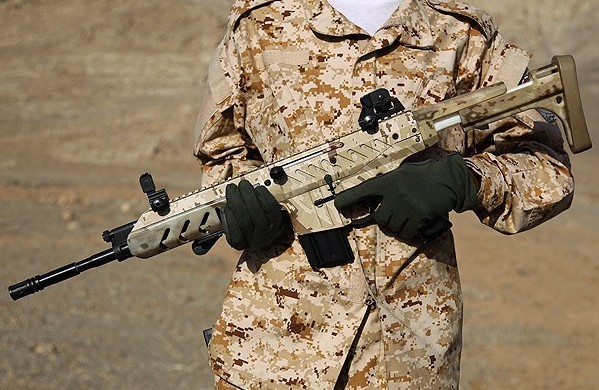
بندقية فاتح إيرانية الصنع والتي تأتي بنموذجين

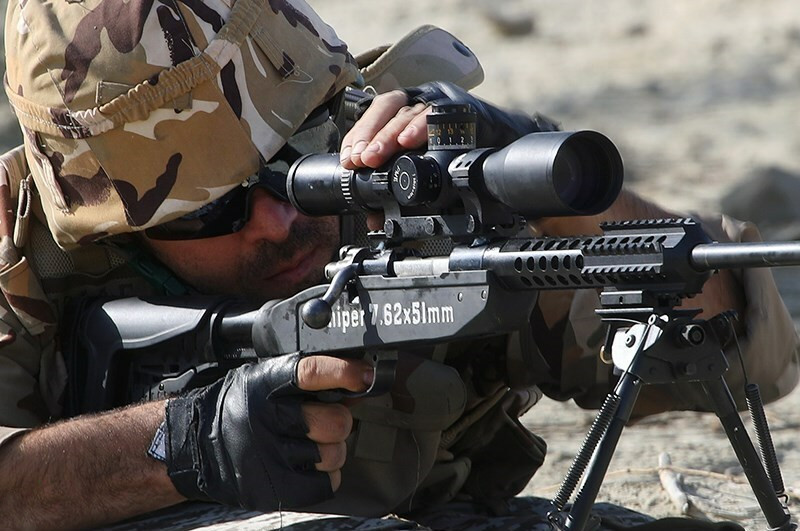
أحد الجنود ينظر من خلال الناظور الخاص ببندقية القنص طاهر في مناورات محمد رسول الله 4، والتي تم الكشف عنها سنة 2016م، أي بعد سنتين من بندقية فاتح

آرش، بندقية قنص إيرانية الصنع والتي سبقت بندقية فاتح